# Kallithea (Rhodos)
Kallithea (řecky Καλλιθέα) je řecká obecní jednotka na ostrově Rhodos v Egejském moři v souostroví Dodekany. Do roku 2011 byla obcí. Nachází se v severní části ostrova u severovýchodního pobřeží. Na severu sousedí s obecními jednotkami Ialysos a Rhodos, na jihu s obecními jednotkami Afantou a Archangelos a na západě s obecními jednotkami Kameiros a Petaloudes. Je jednou z deseti obecních jednotek na ostrově.

## Obyvatelstvo
Obecní jednotka Kallithea se skládá ze 3 komunit. V závorkách je uveden počet obyvatel komunit a sídel.
- Obecní jednotka Kallithea (9364)
  - komunita Kalythies (4832) — Kalythies (2836), Faliraki (1996),
  - komunita Koskinou (3679) — Ammoudes (88), Koskinou (3175), Vrysia (74), Tsairi (342),
  - komunita Psinthos (853) — Psinthos (853).

## Lázně Kallithea
Termální lázně Kallithea patří k památkám ostrova Rhodos a nacházejí se v malé zátoce Kalithea, asi 9 km jižně od hlavního města Rhodos. Svého největšího rozkvětu dosáhly ve 20. letech 20. století, kdy byl moderní lázeňský komplex otevřen. Orientální styl lázní navrhl italský architekt Pietro Lombardi. Zdejší termální prameny dosahují teploty kolem 19 °C.